# Institut d'aménagement des territoires, d'environnement et d'urbanisme de l'université de Reims
L'Institut d'Aménagement des Territoires, d'Environnement et d'Urbanisme de Reims (IATEUR), créé en 1971, est un institut d'urbanisme. Faisant partie de l'université de Reims-Champagne-Ardenne (URCA) et intégré à l'École nationale supérieure d'ingénieurs de Reims (ESIREIMS) depuis septembre 2019, il est l'un des plus anciens institut d'urbanisme français. L'IATEUR prépare à un master en « Urbanisme durable et aménagement ». Il propose également le double diplôme « Urban and Spatial Planning » avec l'Institut universitaire d'architecture de Venise (IUAV). Depuis septembre 2020, une formation d'ingénieur en génie urbain et environnement est proposée conjointement avec l'ESIREIMS.

## Historique de la formation
L'IATEUR a été créé en 1971 par Roger Brunet et Georges Cazes, géographes, Bernard Touret et André-Hubert Mesnard, juriste, Marcel Gianordoli, écologue, en vue de proposer une formation pluridisciplinaire à l’aménagement du territoire, l’urbanisme et l’environnement associant des enseignants de lettres et sciences humaines, de droit, d’économie et de sciences naturelles et des professionnels de l’aménagement et de l’urbanisme. L'IATEUR fait partie des premiers instituts d'urbanisme français.
L’IATEUR a eu, au départ, le statut de service commun de l’Université de Reims Champagne-Ardenne (URCA), et a d’abord préparé à un diplôme d’Université, puis a été habilité à partir de 1975 à délivrer un Diplôme d’Études Supérieures Spécialisées (DESS), diplôme national de 3e cycle à finalité professionnelle, le DESS Urbanisme, Aménagement, Environnement.
Après concertation avec les milieux professionnels de l’urbanisme en Champagne-Ardenne, et en accord avec les objectifs de l’Association pour la Promotion de l’Enseignement et de la Recherche en Aménagement et Urbanisme (APERAU), la formation a été portée à deux années universitaires entières permettant d’associer en seconde année des travaux collectifs d’ateliers et la rédaction d’un mémoire individuel de recherche. Ce DESS renforcé a reçu en 1985 l’habilitation du Ministère de l’Éducation Nationale sous l’intitulé « Urbanisme, Aménagement, Environnement », habilitation renouvelée en 1990, 1995 et 2000.
Devenu en 2000 un Département de l’UFR des Lettres et Sciences Humaines, l’IATEUR a fêté ses 30 ans en 2001 en organisant à Reims un colloque sur « Les urbanistes et le patrimoine ».
Il s’est engagé avec l’ensemble de l’URCA dans la réforme LMD et délivre depuis la rentrée 2004 un Master professionnel, le parcours « Urbanisme, Aménagement, Environnement » de la mention « Sociétés, Espaces, Temps » du Master « Arts, Langues, Lettres, Sciences Humaines ».
En 2010, l'IATEUR contribue à la création de l'International Research Center on Sustainability (IRCS) dirigé par François Mancebo. L'IRCS travaille à repenser la planification et l'aménagement des territoires en intégrant les enjeux de la durabilité et de la justice environnementale.
En septembre 2019, l'IATEUR quitte l'UFR de Lettres et Sciences Humaines pour intégrer l'École nationale Supérieure d'Ingénieurs de Reims comme nouvelle composante. Depuis cette année, l'institut propose en partenariat avec l'IUAV de Venise, le double diplôme "Urban and Spatial Planning". Conjointement avec l'ESI Reims, l'institut a développé une formation d'ingénieur en génie urbain et environnement qui a ouvert à la rentrée 2020.

## Accessibilité et contenu de la formation
Le master Urbanisme durable et Aménagement de l'IATEUR s'effectue en deux années et accueille environ 25 étudiants chaque année. Pour y être admis, il faut être titulaire d'une:
- Licence de sciences humaines: géographie, aménagement, sciences sociales

- Licence de sciences juridiques ou économiques: droit, science politique, économie, AES

- Licence de sciences exactes: sciences de la vie, sciences de la terre.

Elle est également accessible aux étudiants issus des filières d'architecture, de géomètres et d'ingénieurs.

### Master 1
La première année permet de constituer une base théorique dans les domaines de la géographie, du droit, de la sociologie, de l'architecture, de l'économie et de l'environnement. Au second semestre, des ateliers professionnels visent à mettre en application les acquis des étudiants . Ils répondent à des commandes réelles demandées par des acteurs locaux.
La première année et la deuxième année sont liées par un stage dans un organisme professionnel d'une durée de quatre à six mois.

### Master 2
En deuxième année de leur formation, les étudiants ont la possibilité de choisir entre deux spécialités : urbanisme temporel et approche chronotopique de la ville (1) et urbanisme en campagne (2). Ces spécialités sont appliquées concrètement lors d'ateliers pratiques. Les étudiants travaillent également sur la ville intelligente et la ville numérique. Cette seconde année initie également à la recherche avec la production d'un mémoire sur les thèmes de l'urbanisme, de l'aménagement et de l'environnement.

## Relations extérieures
L’IATEUR est membre actif de deux associations internationales d’instituts universitaires assurant des formations en aménagement et urbanisme.
- APERAU

Après avoir porté son cycle de formation à deux ans, l’IATEUR a été admis au sein de l’Association pour la promotion de l'enseignement et de la recherche en aménagement et en urbanisme (APERAU) et a participé activement à ses activités.
- AESOP

Marcel Bazin, professeur de géographie, Directeur de l’IATEUR jusqu'en 2009, a été Président de l’AESOP de 1996 à 1998 et Anna Geppert, ancienne Maître de Conférences en Aménagement à l’IATEUR, est actuellement l’un des deux délégués français au Conseil des Représentants d’AESOP. Le réseau d’AESOP a fourni à l’IATEUR de nombreux points d’appui pour ses voyages de rentrée à l’étranger et pour divers échanges.
Par le biais de ces deux associations, l’IATEUR. a été intégré au réseau mondial des écoles et instituts d’aménagement et urbanisme, le Global Planning Education Associations Network (GPEAN) qui a tenu un premier Congrès mondial à Shanghaï en 2001 et un Congrès mondial en 2006 à Mexico.

## Événements et publications
Depuis janvier 2020, les étudiants et les enseignants de l'institut organisent conjointement les Cafés-Urba Reims.
- L'IATEUR a publié les travaux de recherches et les actes des colloques dans une série de Cahiers : "Les cahiers de l'IATEUR"
- n° 4/1982 - Les POS par B. Touret / Circulation et déplacements à Reims par Dominique Berjot et François Toublan
- n° 6/1984 - Urbanisme et décentralisation -  (ISSN 0755-6608) - P. Hocreitère, S. Traore, F.X. Tassel, C. Gélin, F Bontoux, P. Dehetre
- n° 7/8/1986 - Pratiques juridiques de l'urbanisme décentralisé - Presses universitaires de Reims, 1986 - A.H. Mesnard, B. Touret, Franck Moderne, René Hostiou, Yves Jegouzo, Fernand Buyssou, Pierre Mayet, Jean-Claude Némery
- n° 9/1987 - Projets urbains - Bernard Fouqueray, architecte (Reims), Han Tümertekin (Muğla-Turquie)  (ISSN 0755-6608)
- n° 12/13 - Les politiques de l'habitat en France et en Allemagne - Colloque international des 30-31 mai/1er juin 1991 - Jean Raimond, René Perrin, Bernard Coloos, Marcel Bazin, Gerhard Curdes, A.H. Mesnard, Joachim Bach, F.X. Tassel, Claude Jaquier, Klaus Kunkel, Harald Roscher, P.D Coux, J.P. Levy, Maurice Blanc, Marcel Bazin...

En 2023, l'IATEUR, avec une équipe composée de quatre de ses étudiants, Julian Lagana, Pierre Jolion, Quentin Heurtefeu et Thomas Peze, participe et remporte le prestigieux concours international d'oenologie Bacchus, organisé dans l'hôtel de ville de Reims. Ils remportent lors de cette édition le prix "meilleure équipe amateur" ainsi que le prix récompensant la meilleure école participant au concours dans le classement général incluant les professionnels.